# Henrik Ibsen
Pour les articles homonymes, voir Ibsen (homonymie).
 (août 2024).
Henrik Johan Ibsen, né le 20 mars 1828 à Skien (Norvège) et mort le 23 mai 1906 à Christiania (actuelle Oslo, Norvège), est un dramaturge norvégien.

## Biographie

### Enfance
Fils de Marichen Ibsen (née Altenburg) et de Knud Ibsen, Henrik Johan Ibsen naît dans un foyer que la faillite des affaires paternelles, à la suite de spéculations malheureuses, en 1836, désunit rapidement. L'ensemble de la famille déménage à Gjerpen, où Henrik Ibsen fait sa confirmation en 1843.
Son père sombre dans l'alcoolisme après que les biens familiaux ont dû être vendus, tandis que sa mère se tourne vers le mysticisme protestant. À cette époque et jusqu'en 1945, l'Église luthérienne est la seule autorisée en Norvège, les catholiques ayant été chassés et leurs biens confisqués depuis 1683. Cette autorité unique et marquée par l'intransigeance morale qui marque durablement le jeune Ibsen ; plusieurs pièces s'en font l'écho, dont Une maison de poupée.
Il quitte le domicile familial la même année pour s'installer à Grimstad : entre 1844 et 1850, il travaille comme apprenti en pharmacie chez Jens Aarup Reimann, tout en poursuivant ses études pour devenir médecin. Orientation qu'il abandonne ensuite.

### Premiers écrits
Les événements révolutionnaires de 1848 le conduisent, l'année suivante, à écrire sa première pièce, Catilina. Celle-ci est publiée à compte d'auteur, en 1850, en 250 exemplaires, sous le pseudonyme de Brynjolf Bjarme, par les soins d'Ole Carelius Schulerud. Cet ami de Henrik y consacre une somme d'argent héritée, après le refus du manuscrit par le Christiana Theater. La pièce sera jouée pour la première fois en 1881 à Stockholm.
À l'époque de cette première publication, Henrik Ibsen travaille toujours comme apprenti préparateur en pharmacie, étudie et écrit la nuit, prend des cours privés de latin et participe à la rédaction du journal de l'Association des étudiants et de l'hebdomadaire littéraire et satirique Andhrimner. Le 1er avril 1850, il se rend à Christiana (aujourd'hui Oslo) pour passer son baccalauréat et entrer à l'université.
Cette même année, il couche sur le papier une seconde pièce en un acte, Le Tertre des guerriers, qui est acceptée par le Christiana Theater. Le 26 septembre 1850 est ainsi jouée pour la première fois une pièce de Henrik Ibsen (toujours sous le pseudonyme de Brunjolf Bjarme), devant un public de 557 spectateurs. L'accueil est mitigé. En 1851, il publie Norma et s'intéresse à la politique, notamment au syndicalisme et au mouvement socialiste de Marcus Thrane.

### 1852-1857 - Bergen
La même année, le violoniste Ole Bull, fondateur du Norske Theater de Bergen, lui propose d'en devenir le directeur artistique. Henrik Ibsen accepte ce poste et s'installe à Bergen. Il fait aussi un voyage d'études à Copenhague, puis à Dresde, pour se familiariser avec les techniques du théâtre.
Entre 1852 et 1857, Ibsen collabore au Théâtre national de Bergen, pour lequel il écrit et met en scène. Ses propres représentations n'y connaissent cependant pas un grand succès, jusqu'à la présentation du Banquet de Solhaug, pièce influencée par le folklore populaire norvégien, en 1856. Durant ses six années à Bergen, Ibsen ne se fait guère remarquer. Séparé de sa famille, rejetant la religion dominante, naviguant à la limite de la pauvreté, Ibsen est dépeint par tous ceux qui l'ont connu alors comme solitaire et taciturne. De plus, les pièces qu'il écrit ne rencontrent guère de succès : le style épique n'est pas le sien. Sa quatrième pièce recueille pourtant un certain écho, ce qui lui permet de fréquenter des cercles plus influents. C'est parmi eux qu'Ibsen rencontre Suzannah Thorensen, qui va devenir son épouse en 1858 et l'accompagner jusqu'à la fin de sa vie, en 1906.

### 1857-1864 - Christiania
En 1857, il revient dans la capitale norvégienne Christiania afin de reprendre la direction du Théâtre national, le Christiania Theater. Il épouse, l'année suivante, Suzannah Thoresen (1836-1914), avec qui il a un fils, Sigurd, né le 23 décembre 1859. Son fils unique deviendra premier ministre norvégien de 1903 à 1905 au moment de la séparation de la Norvège du royaume de Suède. Sigurd achèvera sa vie en Italie, où il avait en partie grandi.
Très rapidement, la situation se dégrade : Ibsen se soucie peu du théâtre qu'il est censé diriger : il se laisse aller et se met à boire ; on le retrouve parfois, errant dans la ville. Financièrement, sa situation se dégrade ; celle du théâtre également : les recettes fondent, les dettes s'accumulent. Incapable de gérer une telle institution, Ibsen voit peu à peu des oppositions se lever. Il est démis de ses fonctions de directeur, mais gardé au Christiania Theater en tant que conseiller. Il vit essentiellement de commandes de textes en vers. Après avoir demandé une bourse du gouvernement pour un voyage en Europe, il essuie un refus qui laisse peu à peu la place à une profonde déception, renforcée par ses ennemis qui réclament sa démission complète.
En 1862, le Christiania Theater doit fermer ses portes. Ibsen, libéré de ses obligations de directeur, entreprend un voyage dans le Gudbrandsdal et dans l'ouest de la Norvège afin de récolter des éléments de légendes populaires nordiques. Ces matériaux lui permettent d'écrire une pièce qui revêt la forme d'une apologie de la nation : Les Prétendants de la couronne (1863). Le succès de cette pièce lui permet d'obtenir une bourse, complétée par son ami Bjørnstjerne Bjørnson : il quitte la Norvège pour l'Italie ; il ne reviendra dans son pays qu'en 1891.

### 1864-1891 - Reconnaissance internationale
Ibsen part pour Rome où il s'installe, après des séjours à Copenhague, pendant quatre ans. C'est là qu'il écrit, dès 1865, un drame en vers très acerbe contre les notables : Brand (« Incendie »). Rompant avec le lyrisme national à la gloire de la Norvège, ce texte apparaît comme un premier pas vers le réalisme social. La pièce connaît un fort succès et suscite un grand intérêt. Le Storting, le Parlement norvégien, décide de lui accorder une bourse d'écrivain annuelle, une pension à vie. Il fait publier l'année suivante Peer Gynt qui est particulièrement acclamé en Norvège et qui inspirera le compositeur Edvard Grieg.
En 1868, Ibsen quitte Rome pour Dresde, où il s'installe pendant près de sept ans ; il écrit Empereur et Galiléen en 1873, pièce qui passe plutôt inaperçue à sa publication, mais que Ibsen considérait comme son « hovedvserk », à savoir son œuvre principale ou son chef-d'œuvre.
En 1874, Ibsen part pour Munich, où il vit jusqu'en 1878. C'est dans cette ville qu'il écrit en 1877 Les Piliers de la société, pièce qui constitue un véritable tournant dans l'œuvre du dramaturge, avec l'ouverture d'un cycle centré sur la critique sociale, marqué par le réalisme des descriptions et l'usage de la prose. « Le drame ibsénien, c'est un peu la tragédie grecque qui se démocratise et qui frappe la famille bourgeoise », écrit le philosophe belge Michel Meyer.
De retour à Rome - pour sept ans - en 1878, Henrik Ibsen poursuit dans la même veine, avec la publication du drame social Une maison de poupée, publié en 1879. La pièce, en raison de sa chute novatrice et scandaleuse, obtient un succès international. Sa renommée est telle que ses pièces sont progressivement montées dans toutes les capitales d'Europe. Deux ans plus tard, sa pièce Les Revenants est l'objet d'une critique sévère qui augmente encore son aura ; il y aborde des thèmes houleux, tels que les maladies vénériennes, l'inceste et l'euthanasie.
Entre 1882 et 1890, il publie cinq pièces qui l'installent définitivement parmi les plus grands dramaturges de son temps : Un ennemi du peuple (1882), satire des idéaux petit-bourgeois, Le Canard sauvage (1884), illustrant son relativisme croissant, Rosmersholm (1886), La Dame de la mer (1888), dans laquelle le folklore populaire est mis au service d'une analyse psychologique des personnages, et Hedda Gabler (1890). Ces trois dernières pièces sont écrites à Munich, où Ibsen séjourne entre 1885 et 1891.
En 1890, ses œuvres sont traduites pour la première fois en anglais par William Archer.

### 1891-1906 - Retour triomphal en Norvège et dernières années
Il rentre en Norvège en 1891, après vingt-sept ans d'absence, en auteur internationalement reconnu. Installé à Christiana, où il demeure jusqu'à la fin de sa vie, il continue d'écrire des pièces, qui connaissent le même succès : Solness le constructeur (1892), Le Petit Eyolf (1893), John Gabriel Borkman (1896) et Quand nous nous réveillerons d'entre les morts (1899). Cette dernière pièce est considérée comme le testament littéraire d'Ibsen, en raison de la longue réflexion du héros principal sur son œuvre.

Son 70e anniversaire, en 1898, est l'occasion de festivités nationales à Christiana, Copenhague et Stockholm notamment. Cet anniversaire est l'objet de célébrations un peu partout en Europe. Ses œuvres complètes sont éditées et des représentations de ses pièces sont jouées dans tous les plus grands théâtres.

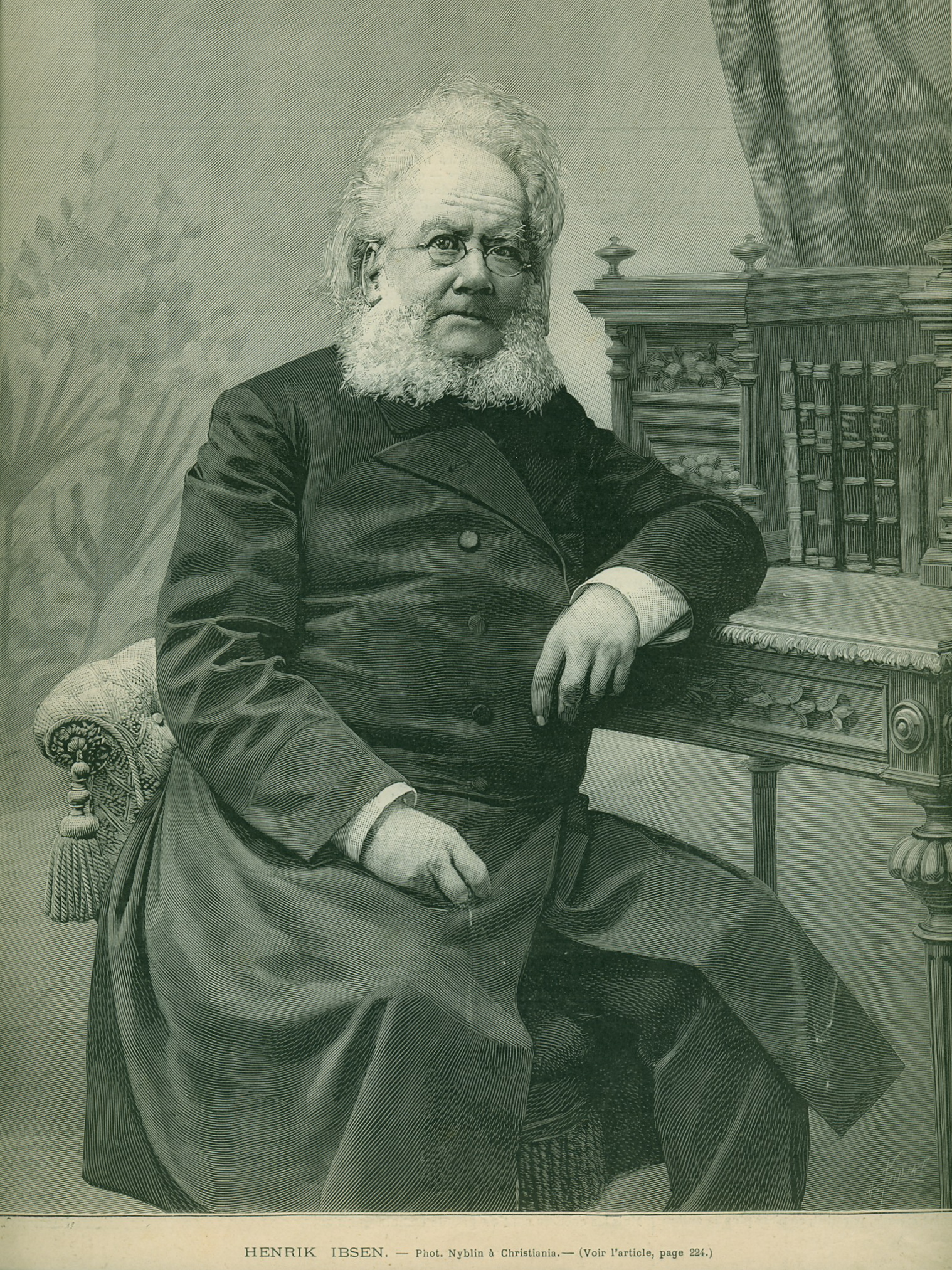
Henrik Ibsen pour son 70e anniversaire en 1898

En 1900, il est victime d'une attaque cérébrale, qui le laisse dans l'incapacité d'écrire jusqu'à son décès le 23 mai 1906. Un télégramme reçu par le Berliner Lokal-Anzeiger, en novembre 1905, et traduit par Le Temps, relate que, selon son médecin, l'écrivain, bien que s'étant « de plus en plus affaibli au cours des six derniers mois » et n'ayant reçu aucun étranger depuis un an, se lève cependant plusieurs heures par jour, passées dans sa bibliothèque, et « s'entretient avec ses proches des événements de la vie quotidienne », parmi lesquels, à ce moment-là, « le temps qu'il ferait pour l'arrivée du roi à Christiania », ses seuls interlocuteurs, depuis un an, n'étant que sa femme, son fils, son médecin et son infirmier.

## Commentaires
Ses œuvres les plus connues sont Une maison de poupée, Le Canard sauvage, Rosmersholm, Hedda Gabler. Certaines plus politiques, comme Les Prétendants à la couronne, Les Soutiens de la société, Les Revenants et surtout Un ennemi du peuple ont souvent heurté l'opinion progressiste ou de la gauche norvégienne. Cependant, selon Jeanne Pailler, Henrik Ibsen est un « auteur de drames historiques et de pièces intimistes, considéré comme un réformiste acharné par les uns, comme un conservateur par les autres ». Hostile aux partis cléricaux et au traditionalisme de la monarchie norvégienne de son temps, il est souvent vu comme un libéral en Norvège.
Bien que traduite par le titre Le Canard sauvage, le volatile dont il est question dans la pièce est en réalité une cane ; les déterminants du nom dans la langue d'origine le confirment.

## Citations
« L'État est la malédiction de l'individu. Il faut que l'État disparaisse. Voilà la révolution que je veux faire. Que l'on ruine le concept d'État, que l'on fasse du libre vouloir et des affinités le lien unique de toute association, et ce sera là le germe d'une liberté qui aura quelque portée. Modifier la forme du gouvernement n'est pas autre chose que de farfouiller parmi les rossignols d'une arrière-boutique. »
« Ce que vous appelez liberté, je le nomme des libertés, et ce que j’appelle la lutte pour la liberté n’est pourtant rien d’autre que l’acquisition répétée et vivante de l’idée de la liberté. Celui qui possède la liberté autrement que comme l’objet à rechercher, la possède morte et sans esprit, car la notion de liberté a ceci de particulier qu’elle s’étend toujours pendant l’acquisition, et si donc quelqu’un s’arrête au milieu de la lutte, disant : je l’ai maintenant, il montre justement par là qu’il l’a perdue. » (Lettre au critique danois Georg Brandes, février 1871)
« On a dit que moi aussi, à partir de ma position avancée, j’ai contribué à l’avènement d’une ère nouvelle. Je crois plutôt que l’époque à laquelle nous vivons maintenant pourrait tout autant être considérée comme une conclusion et que quelque chose de nouveau est en gestation.
En effet, je crois que la théorie de l’évolution enseignée par les sciences naturelles est valable aussi pour les facteurs spirituels de la vie.
Je crois que très bientôt viendra un temps où la notion politique et la notion sociale cesseront d’exister sous leurs formes actuelles, et qu’elles engendreront ensemble une notion unique qui réunira provisoirement en elle les conditions du bonheur de l’humanité.
Je crois que la poésie, la philosophie et la religion se fondront pour former une nouvelle catégorie et une nouvelle force vitale dont nous, qui vivons maintenant, ne pouvons pas avoir une représentation très claire.
On a dit, à diverses occasions, que j’étais pessimiste. Et je le suis, certes, dans la mesure où je ne crois pas à l’éternité des idéaux humains. Mais je suis aussi optimiste dans la mesure où je crois pleinement et fermement à la capacité de reproduction des idéaux et à leur faculté d’évolution.
Je crois plus précisément qu’en sombrant, les idéaux de notre époque tendent vers ce à quoi j’ai fait allusion dans mon drame Empereur et galiléen, en parlant du troisième règne. Permettez-moi donc de trinquer à l’avenir, aux temps futurs. » (24 septembre 1887)

## Œuvres

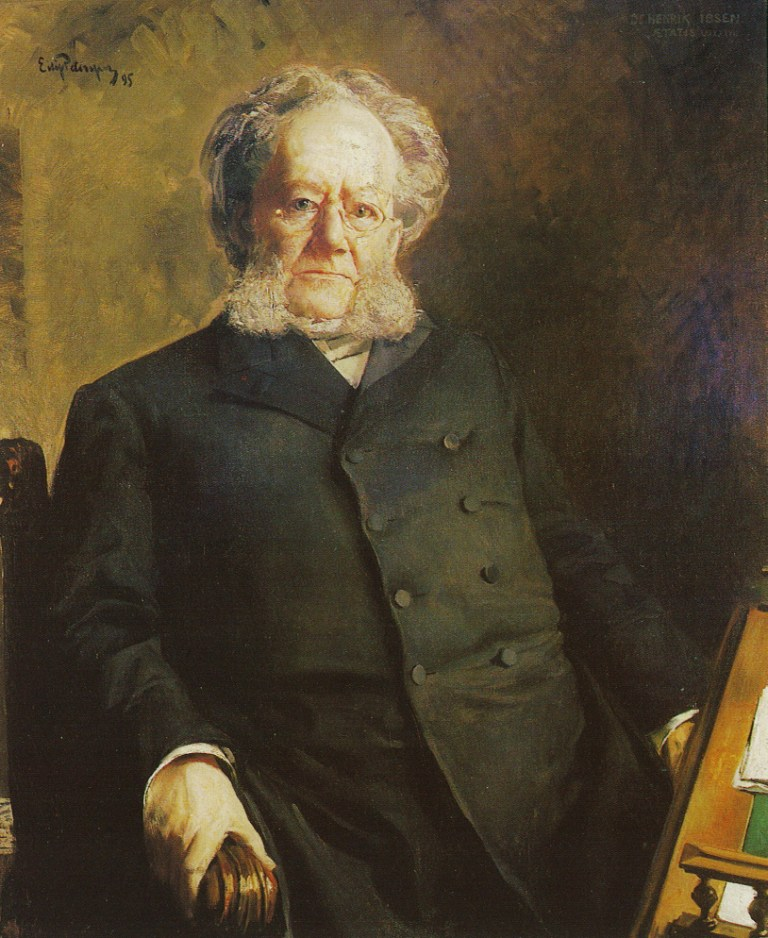
Henrik Ibsen
Portrait par Eilif Peterssen (1895).

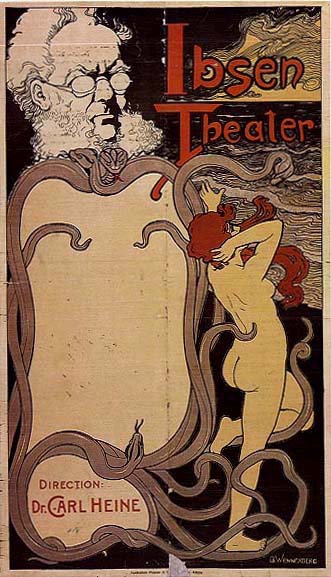
Théâtre Ibsen de Vienne.
Lithographie de Frank Wedekind (1898).

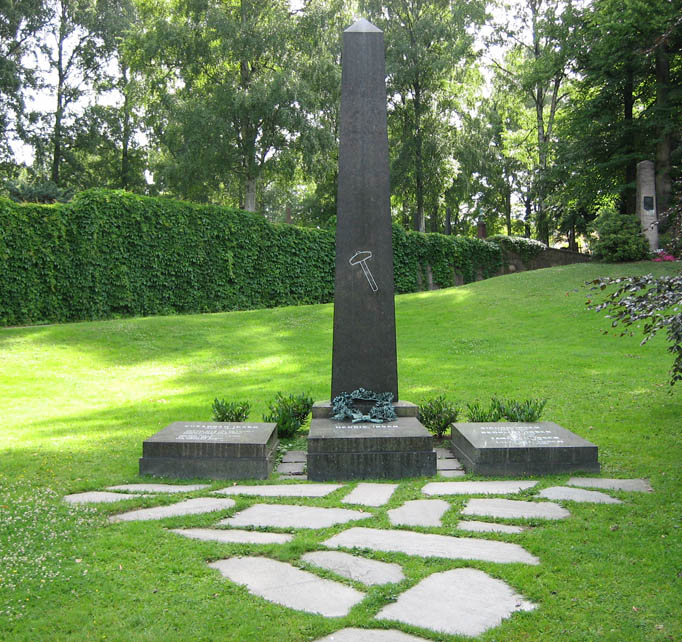
Tombe d'Ibsen au cimetière de Notre-Sauveur (Oslo).

### Premières éditions théâtrales en norvégien
- (no) Catilina, P. F. Steensballe, Christiana, 12 avril 1850.
  - Première représentation : 3 décembre 1881 au Nya teatern de Stockholm. Mise en scène : Ludvig Oscar Josephson.
- (no) Kjæmpehøjen (Le Tertre des guerriers), in Scandinavian Studies and Notes, 1917 (posthume).
  - Première représentation : 26 septembre 1850 au Christiania Theater. Mise en scène : Christian Jørgensen.
- (no) Norma (Norma), in Écrits posthumes T.I, 1909 (posthume).
  - Première représentation : 5 novembre 1994 par le Studentenes Interne Teater à Trondheim. Mise en scène : Marit Moum Aune. (posthume)
- (no) Sancthansnatten (La Nuit de la Saint-Jean), in Écrits posthumes T.I, 1909 (posthume).
  - Première représentation : 2 janvier 1853 au Norske Theater de Bergen.
- (no) Fru Inger til Østeraad (Dame Inger d'Østråt), en feuilleton du 31 mai au 23 août 1857 dans la revue Illustreret Nyhedsblad.
  - Première représentation : 2 janvier 1855 au Norske Theater de Bergen.
- (no) Gildet paa Solhoug (La Fête à Solhaug), Chr. Tønsberg, Christiana, 19 mars 1856.
  - Première représentation : 2 janvier 1856 au Norske Theater de Bergen. Mise en scène : Henrik Ibsen.
- (de) Olaf Liljekrans (Olaf Liljekrans), (trad. Emma Klingenfeld), in Œuvres complètes de Henrik Ibsen, Berlin, 1898.
  - Première représentation : 2 janvier 1857 au Norske Theater de Bergen. Mise en scène : Henrik Ibsen.
- (no) Hærmændene paa Helgeland (Les Guerriers de Helgeland), supplément à l'hebdomadaire Illustreret Nyhedsblad, Christiania, 25 avril 1858.
  - Première représentation : 24 novembre 1858 au Christiania Norske Theater.
- (no) Kjærlighedens Komedie (La Comédie de l'amour), supplément gratuit à l’hebdomadaire Illustreret Nyhedsblad, Christiania, 31 décembre 1862.
  - Première représentation : 24 novembre 1873 au Christiania Theater. Mise en scène : Ludvig Josephson.
- (no) Kongs-Emnerne (Les Prétendants à la couronne), Johan Dahl, Christiania, octobre 1863.
  - Première représentation : 17 janvier 1864 au Christiania Theater.
- (no) Brand (Brand), Gyldendalske Boghandel, Copenhague, 15 mars 1866.
  - Première représentation intégrale : 24 mars 1885, au Nya Teater de Stockholm. Mise en scène : Ludvig Josephson.
- (no) Peer Gynt (Peer Gynt), Gyldendalske Boghandel, Copenhague, 14 novembre 1867.
  - Première représentation : 24 février 1876, au Christiania Theater.
- (no) De unges Forbund (L'Union des jeunes), Gyldendalske Boghandel, Copenhague, 30 septembre 1869.
  - Première représentation : 18 octobre 1869 au Christiania Theater.
- (no) Kejser og Galilæer (Empereur et Galiléen), Gyldendalske Boghandel, Copenhague, 16 octobre 1873.
  - Première représentation : 5 décembre 1896 au Leipzig Stadttheater (Allemagne) (version retravaillée de 6 actes)
- (no) Samfundets Støtter (Les Piliers de la société), Gyldendalske Boghandels Forlag, Copenhague, 11 octobre 1877.
  - Première représentation : 14 novembre 1877 à l'Odense Teater (Danemark).
- Et Dukkehjem (Une maison de poupée), Gyldendalske Boghandels Forlag, Copenhague, 4 décembre 1879.
  - Première représentation : 21 décembre 1879 au Kongelige Teater de Copenhague.
- (no) Gengangere (Les Revenants), Gyldendalske Boghandels Forlag, Copenhague, 13 décembre 1881.
  - Première représentation : 20 mai 1882 à l'Aurora Turner Hall (Chicago).
- (no) En folkefiende (Un ennemi du peuple), Gyldendalske Boghandels Forlag, Copenhague, 28 novembre 1882.
  - Première représentation : 13 janvier 1883 au Christiania Theater. Mise en scène : Johannes Brun.
- (no) Vildanden (Le Canard sauvage), Gyldendalske Boghandels Forlag, Copenhague, 11 novembre 1884.
  - Première représentation : 9 janvier 1885, à la Nationale Scene de Bergen. Mise en scène : Gunnar Heiberg.
- (no) Rosmersholm (Rosmersholm), Gyldendalske Boghandels Forlag, Copenhague, 23 novembre 1886.
  - Première représentation : 17 janvier 1887, à la Nationale Scene de Bergen. Mise en scène : Gunnar Heiberg.
- (no) Fruen fra Havet (La Dame de la mer), Gyldendalske Boghandels Forlag, Copenhague, 28 novembre 1888.
  - Première représentation : 12 février 1889 : au Hoftheater de Weimar et au Christiania Theater.
- (no) Hedda Gabler (Hedda Gabler), Gyldendalske Boghandels Forlag, Copenhague, 16 décembre 1890.
  - Première représentation : 31 janvier 1891 au Residenztheater (Munich).
- (no) Bygmester Solness (Solness le constructeur), Gyldendalske Boghandels Forlag, Christiana, 12 décembre 1892.
  - Première représentation : 19 janvier 1893 au Lessing-Theater (Berlin).
- (no) Lille Eyolf (Le Petit Eyolf), Gyldendalske Boghandels Forlag, Copenhague, 11 décembre 1894.
  - Première représentation : 12 janvier 1895 au Deutsches Theater (Berlin).
- (no) John Gabriel Borkman (John Gabriel Borkman), Gyldendalske Boghandels Forlag, Copenhague, 15 décembre 1896.
  - Première représentation : 10 janvier 1897 au Svenska Teatern (Théâtre suédois) et au Suomalainen Teaatteri (Théâtre finlandais).
- (no) Når vi døde vågner (Quand nous nous réveillerons d'entre les morts), Gyldendalske Boghandels Forlag, Copenhague, 22 décembre 1899.
  - Première représentation : 26 janvier 1900 au Hoftheater (Stuttgart).

### Traductions en français
Entre 1914 et 1915, le Français Pierre Georget La Chesnais (connu en Norvège sous le nom de P.G. La Chesnais) traduit l'intégralité de ses œuvres dramatiques commentées en seize volumes qui paraîtront dans les années 1930.
- Œuvres complètes, texte français Pierre Georget La Chesnais, Librairie Plon, Paris, 1930-1945, 16 vol.
  - Tome I, Œuvres de Grimstad (1847-1850), 1930: Poèmes / Le Prisonnier d'Akershus / Catilina (1850).
  - Tome II, Œuvres de Kristiania (avril 1850-octobre 1851), 1930: Poèmes / Proses / Norma (1851) / Le tertre du guerrier (1850).
  - Tome III, Œuvres de Bergen (octobre 1851-août 1857), 1932: Poèmes / Proses / La Nuit de la Saint-Jean (1852) / Mme Inger d'Astract (1854).
  - Tome IV, 1932: Œuvres de Bergen (octobre 1851-août 1857 suite): La Fête à Solhaug (1855) / Olaf Liljekrans (1850-1856) / Les Guerriers à Helgeland (1854-1857).
  - Tome V, Œuvres de Kristiania. Second séjour (1857-1864), 1934 : Poèmes et Proses.
  - Tome VI, Œuvres de Kristiania second séjour, (suite), 1934 : La Comédie de l'amour (1862) / Les Prétendants à la couronne (1863).
  - Tome VII, Œuvres d'Italie. Premier séjour (1864-1869), 1935 : Brand (1865).
  - Tome VIII, Œuvres d’Italie. Premier séjour (suite), 1936 : Peer Gynt (1867).
  - Tome IX, Œuvres de Dresde (1867-1873), 1937 : L'Union des jeunes (1867-1869) / Poèmes / Empereur et Galiléen (notice).
  - Tome X, Œuvres de Dresde (1867-1875), 1937 : Empereur et Galiléen (1873).
  - Tome XI, Les Drames modernes, 1939 : Poèmes / Discours / Les Soutiens de la société(1877) / Maison de poupée (1879).
  - Tome XII, Les Drames modernes (suite), 1940 : Les Revenants (1881) / Un ennemi du peuple (1882).
  - Tome XIII, Les Drames modernes (suite), 1941 : Le Canard sauvage (1884) / Rosmersholm (1886).
  - Tome XIV Les Drames modernes (suite), 1943 : La Dame de la mer (1888) / Hedda Gabler(1890).
  - Tome XV, Œuvres de Kristiania, troisième séjour (1895-1906), 1945 : Le Constructeur Solness (1892) / Petit Eyolf (1894).
  - Tome XVI, Œuvres de Kristiania, troisième séjour, suite, 1945 : John Gabriel Borkman (1896) / Quand nous nous réveillerons d'entre les morts (1899), Proses, Tables.
- Les douze dernières pièces, traduction et présentation de Terje Sinding, Imprimerie Nationale - Actes Sud, coll. « Le Spectateur français », Paris, 4 vol.
  - Tome 1, 1991: Les Piliers de la société / Maison de poupée / Les Revenants
  - Tome 2, 1991 : Un Ennemi du peuple / Le Canard sauvage / Rosmersholm, en collaboration avec Bernard Dort.
  - Tome 3, 1993 : La Dame de la mer / Hedda Gabler / Solness le constructeur
  - Tome 4, 1993 : Le Petit Eyolf / John Gabriel Borkman / Quand nous nous réveillerons d’entre les morts
- Empereur et Galiléen traduit par Denise Bernard-Folliot, Éditions théâtrales, 2000
- Plusieurs pièces chez Actes Sud :
- John Gabriel Borkman, traduit par Maurice Prozor, Arles, Actes Sud, « Papiers », 1989
- Les Revenants, traduit par Jean-Claude Buchard, Émilie Smadja, Nathalie Sultan, Arles, Actes Sud, « Papiers », 1990
- La Dame de la mer, traduit par Jean-Claude Buchard, Émilie Smadja, Nathalie Sultan, Arles, Actes Sud, « Papiers », 1990
- Peer Gynt, traduit par Marie Cardinal, Arles, Actes Sud, « Papiers », 1991
- Le Constructeur Solness, traduit par Eloi Recoing et Ruth Orthmann, Arles, Actes Sud, « Papiers », 1993
- Hedda Gabler, suivi de Petit Eyolf, traduit par Michel Vittoz, Arles, Actes Sud, « Papiers », 2003
- Quand nous nous réveillons d'entre les morts, traduit par Eloi Recoing, Arles, Actes Sud, « Papiers », 2004
- Brand : un poème dramatique, traduit par Eloi Recoing, Arles, Actes Sud, « Papiers », 2004
- Une maison de poupée, traduit par Eloi Recoing, Arles, Actes Sud, « Papiers », 2009
- Rosmersholm, traduit par Eloi Recoing, Arles, Actes Sud, « Papiers », 2009
- Le Canard sauvage, traduit par Eloi Recoing, Arles, Actes Sud, « Papiers », 2013
- Un volume d'œuvres théâtrales contenant Les Piliers de la société, Une maison de poupée, Les Revenants, Un ennemi du peuple, Le Canard sauvage, Rosmersholm, La Dame de la mer, Hedda Gabler, Solness le constructeur, Le Petit Eyolf, John Gabriel Borkman, Quand nous nous réveillerons d’entre les morts :
  - Ibsen, Drames contemporains, traductions par Maurice Prozor, Pierre Bertrand et Edmond de Nevers ; revues sur le texte original par Karin Gundersen, Le Livre de poche, coll. La Pochothèque, 2005. EAN /  (ISBN 2-253-13128-8)
- Un volume d'œuvres théâtrales contenant Les Prétendants à la Couronne, Brand, Peer Gynt, La Ligue des jeunes, Empereur et Galiléen, Les Soutiens de la société, Une maison de poupée, Les Revenants, Un ennemi du peuple, La Cane sauvage, Rosmersholm, La Dame de la mer, Hedda Gabler, Solness le Constructeur, Petit Eyolf, John Gabriel Borkman, Quand nous ressusciterons :
  - Ibsen, Théâtre, traduit par Régis Boyer, Gallimard, coll. Bibliothèque de la Pléiade no 529, 2006. /  (ISBN 2-070-11790-1)

## Représentations en France

### Cercle des Escholiers
- La Dame de la mer, mis en scène par Lugné-Poe qui crée la pièce en France le 16 décembre 1892 au Cercle des Escholiers.

### Théâtre des Bouffes du Nord
- Rosmersholm, mise en scène de Lugné-Poe, 1893
- Un ennemi du peuple, mise en scène de Lugné-Poe, 1893
- Solness le constructeur, mise en scène de Lugné-Poe, 1894

### Théâtre des Menus-Plaisirs
- Le Petit Eyolf, mise en scène de Lugné-Poe, 1895

### Théâtre de Paris|Nouveau Théâtre
- Brand, mise en scène de Lugné-Poe, 1895
- Les Soutiens de la société, mise en scène de Lugné-Poe, 1896
- Peer Gynt, mise en scène de Lugné-Poe, 1896. Le programme est l'œuvre de Edvard Munch
- La Comédie de l'amour, mise en scène de Lugné-Poe, 1897
- John Gabriel Borkman, mise en scène de Lugné-Poe, 1897
- Un ennemi du peuple, mise en scène de Lugné-Poe, 1899
- Rosmersholm, mise en scène de Lugné-Poe, 1902
- Un ennemi du peuple, mise en scène de Lugné-Poe, 1902

### Théâtre de l'Odéon
- Le Canard sauvage : septembre 1907, avril 1913, juin 1939
- Les Revenants : avril 1908
- Peer Gynt : décembre 1937, mai 1946
- Hedda Gabler, 1982, mise en scène de Jean-Pierre Miquel
- John Gabriel Borkman, décembre 1985, mise en scène d'Ingmar Bergman; avril-mai 1993, mise en scène de Luc Bondy, avec Michel Piccoli
- Maison de poupée, avril-mai 1997, mise en scène de Deborah Warner
- Hedda Gabler : janvier-mars 2005, mise en scène d'Éric Lacascade, avec Isabelle Huppert dans le rôle de Hedda
- John Gabriel Borkman, création décembre 2008, mise en scène de Thomas Ostermeier

### Théâtre national de la Colline
- Petit Eyolf : 2003, mise en scène d'Alain Françon
- Brand : 2005, mise en scène et scénographie de Stéphane Braunschweig
- Mabou Mines Dollhouse : 2006, adaptation et mise en scène de Lee Breuer
- Hedda Gabler : 2006, mise en scène de Richard Brunel
- Une maison de poupée : 2009, mise en scène et scénographie de Stéphane Braunschweig
- Rosmersholm : 2009, mise en scène et scénographie de Stéphane Braunschweig
- Solness le constructeur : 2013, mise en scène d'Alain Françon
- Le Canard sauvage : 2014, mise en scène de Stéphane Braunschweig

### Théâtre de Cornouaille de Quimper
- Les Revenants, mai 2013, avec Thomas Ostermeier, Éric Caravaca, Valérie Dréville, Jean-Pierre Gos, François Loriquet, Mélodie Richard, Olivier Cadiot[16].

### Théâtre du Nord-Ouest à Paris
Une « Intégrale Ibsen » a lieu du 7 février au 4 juin 2018 avec 14 pièces jouées en alternance pendant 4 mois par 130 comédiens. Les meilleurs spectacles furent prolongés jusqu'au 14 octobre 2018.

## Édition française
- Théâtre, Bibliothèque de la Pléiade, no 529, 2006  (ISBN 2070117901)
- Une maison de poupée et Les Revenants, Le Livre de poche, 2002  (ISBN 2253052558)
- Peer Gynt, Théâtrales, 1997  (ISBN 2842600061)
- Hedda Gabler, Le Livre de poche, 2005  (ISBN 2253085723)
- Quand nous nous réveillons d'entre les morts, Actes Sud, 2005,  (ISBN 2742752854)

## Adaptations cinématographiques
Plusieurs pièces de théâtre ont été adaptées au cinéma, notamment :  
- Un ennemi du peuple : 
  - en 1977 par le cinéaste américain George Schaefer avec Steve McQueen, Charles Durning et Bibi Anderson ;
  - en 1989 par le cinéaste bengali Satyajit Ray.
- Hedda Gabler : 
  - en 1978 par Jan Decorte dans Hedda Gabler.
  - en 2025 par Nia DaCosta dans Hedda